# Man Asaad
Man Asaad (Hama, 20 de novembro de 1993) é um halterofilista sírio, medalhista olímpico.

## Carreira
Asaad conquistou a medalha de bronze nos Jogos Olímpicos de Verão de 2020 em Tóquio, após levantar 424 kg na categoria masculina para pessoas com acima de 109 kg. Em 11 de abril de 2010, ele foi banido por dois anos pela Federação Internacional de Halterofilismo depois que ele testou positivo para a substância proibida metandienona.